# Joseph Salas
Joseph Salas (28 dicembre 1905 – 11 giugno 1987) è stato un pugile statunitense.

## Palmarès

### Olimpiadi
- Argento a Parigi 1924 nei pesi piuma.